# Ferriday
Ferriday es un pueblo ubicado en la parroquia de Concordia en el estado estadounidense de Luisiana. En el Censo de 2010 tenía una población de 3511 habitantes y una densidad poblacional de 832,17 personas por km².

## Geografía
Ferriday se encuentra ubicado en las coordenadas 31°38′3″N 91°33′22″O / 31.63417, -91.55611. Según la Oficina del Censo de los Estados Unidos, Ferriday tiene una superficie total de 4.22 km², de la cual 4.22 km² corresponden a tierra firme y (0%) 0 km² es agua.

## Demografía
Según el censo de 2010, había 3511 personas residiendo en Ferriday. La densidad de población era de 832,17 hab./km². De los 3511 habitantes, Ferriday estaba compuesto por el 15.41% blancos, el 83.4% eran afroamericanos, el 0.26% eran amerindios, el 0.26% eran asiáticos, el 0% eran isleños del Pacífico, el 0.17% eran de otras razas y el 0.51% pertenecían a dos o más razas. Del total de la población el 0.26% eran hispanos o latinos de cualquier raza.